# Біологія океану
Біоло́гія океа́ну (морська біологія, біологічна океанологія, біологічна океанографія) — наука, розділ біології і океанології, що вивчає життя морських організмів (біоти) та їхні екологічні взаємодії. Біологія океану — частина гідробіології. Біологією океану також називають саму сукупність живих організмів, що мешкають у Світовому океані, або пов'язаних з океаном.
Життя знаходиться в океані від поверхні до найбільших глибин. За типами місцепроживань розрізняють пелагічні організми, що населяють товщу води (планктон і нектон), та організми, що населяють дно океану (бентос). У океані мешкають представники майже всіх класів тварин, а багато класів відомо тільки в океані. З хребетних тварин в океані мешкають риби, черепахи, змії і ссавці, головним чином китоподібні і ластоногі.
Великий внесок у дослідження біології океану внесли К. Р. Богоров, Л. А. Зенкевич (СРСР), Дж. Д. Айзекс, В. М. Чапмен (США), К. Е. Лукас (Велика Британія), Р. Марумо, І. Мацуї (Японія).
| Хвиля | Це незавершена стаття з океанології. Ви можете допомогти проєкту, виправивши або дописавши її. |

| Екологія | Це незавершена стаття з екології. Ви можете допомогти проєкту, виправивши або дописавши її. |